# Thumeréville
Thumeréville é uma comuna francesa na região administrativa de Grande Leste, no departamento de Meurthe-et-Moselle. Estende-se por uma área de 7,89 km². Em 2010 a comuna tinha 80 habitantes (densidade: 10,1 hab./km²).